# Mama Negra
 (janvier 2025).
Si vous disposez d'ouvrages ou d'articles de référence ou si vous connaissez des sites web de qualité traitant du thème abordé ici, merci de compléter l'article en donnant les références utiles à sa vérifiabilité et en les liant à la section « Notes et références ».

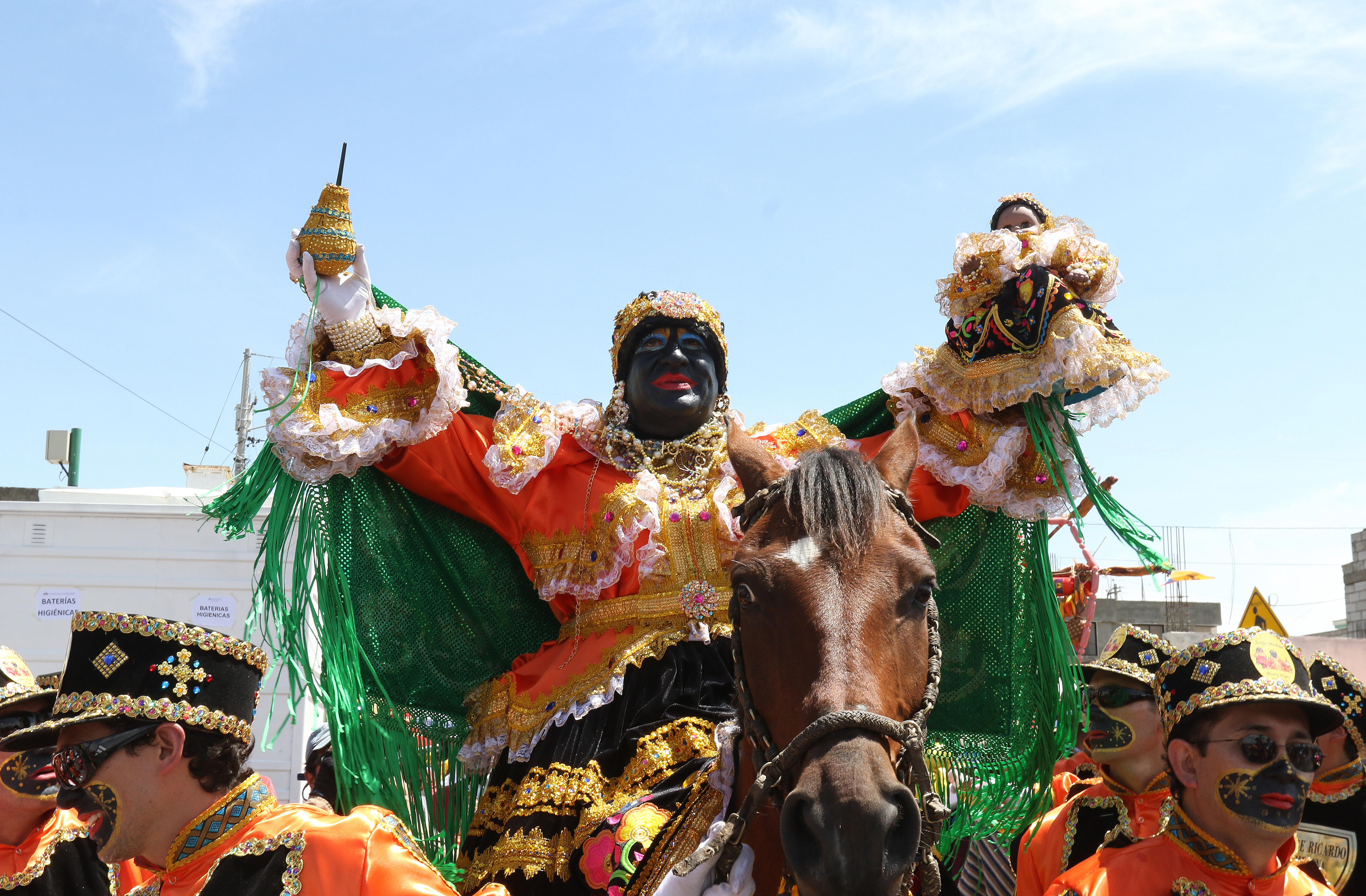
Festival de la Mama Negra en 2017

Le festival de la Mama Negra est une fête célébrée à Latacunga en Équateur.
Elle a lieu deux fois par an, au début du mois de septembre en l'honneur de la Vierge Marie en remerciement d'avoir sauvé la population des éruptions du volcan Cotopaxi en 1742, et au début du mois de novembre pour célébrer l'anniversaire de l'indépendance de Latacunga de l'Espagne (le 11 novembre 1820).
La "Mama Negra" est le personnage principal qui représente la Vierge Marie sous la forme d'une femme noire interprétée par un homme vêtu de riches costumes traditionnels. D'autres personnages incluent "Los Huacos" (qui tentent de purifier les spectateurs), l'ange de l'étoile (un jeune homme monté sur un cheval et vêtu d'une robe blanche, qui représente l'archange Gabriel), le roi maure (chargé de la décoration de la procession), le porte-drapeau (une sorte de militaire qui amuse la foule en agitant un drapeau à damier) le capitaine (vêtu d'un uniforme très élégant) et "Los Ashangueros" (qui portent un grand panier avec des aliments comme du pain, des fruits, des poulets, des cochons d'Inde et des boissons alcoolisées, pour les distribuer aux spectateurs). 